# بروس سميث (لاعب كرة قدم)
بروس سميث (بالإنجليزية: Bruce Smith)‏  (و. 1963  م) هو لاعب كرة قدم أمريكية، من الولايات المتحدة، ولد في نورفولك، فيرجينيا، يلعب كطرف دفاعي ‏.

## التعليم
تعلم في Booker T. Washington High School (Virginia) ‏.

## جوائز
حصل على جوائز منها:
- قاعة مشاهير محترفي كرة القدم.

## روابط خارجية
- بروس سميث على موقع مرجع كرة القدم المحترفة.كوم (الإنجليزية)
- بروس سميث على موقع قاعة فرجينيا للمشاهير الرياضية (الإنجليزية)